# Vörös sisak
A Vörös sisak egy álnév, melyet sok negatív szereplő használ a DC Comics képregényekben.

## A nevet felhasználó karakterek

### Joker
Joker Batman legismertebb ellenfele, de háttértörténetet először a Detective Comics #168-ban kapott, minek címe: The Man Behind The Red Hood és 1951 februárjában jelent meg. Itt még a történet nem volt kidolgozva, nem úgy, mint az 1989-ben megjelent Batman: A gyilkos tréfában, melyet Alan Moore írt és Brian Bolland rajzolt. 
A történet szerint Joker egy vegyi üzemben dolgozott, majd elhagyta azt, hogy beteljesítse egy régi álmát és humorista legyen. Az ő és terhes felesége nagy bánatára, nem veszik fel tehetségtelensége miatt. Ezután két bűnözővel szövetkezik, hogy minimális pénzhez jusson. Később megtudja, hogy felesége egy konyhai balesetben elhunyt, de a két rabló erősködik, hogy jöjjön velük a rablásban, mivel csak ő tudja a széf kódját. Joker ezután kap egy vörös maszkot, amivel elrejtheti a kinézetét. A rendőrök keresztülhúzzak tervüket és lelövik a két rablót, majd Jokerrel is végezni akarnak, de ekkor megjelenik Batman, aki halál nélkül akarja elintézni az ügyet. Joker hátrál előle, majd leugrik a korlátról, bele a savba. Ez változtatja át kinézetét bohócra emlékeztetővé és ettől őrül meg végleg. A képregényből kiderül az is, hogy eme történet csak egy lehetőség eredetére, melyet Joker szabadon változtathat fejében, mivel őrült.

### Jason Todd
Jason Todd a második Robin volt, Batman második gyereksegítője. Egyáltalán nem örvendett olyan nagy sikernek, mint elődje, ezért ki akarták írni a képregényekből a Batman: Halál a családban című képregényben. A feladatot az őrült bohócra, Jokerre bízták, aki egy feszítővassal verte félholtra majd felrobbantotta a fiút. Később azonban feltámadt, illetve feltámasztotta őt Ra's al Ghul. Ezután felvette a vörös sisak álnevet és bűnözői pályára lépett.